# العلاقات الروسية القبرصية
العلاقات الروسية القبرصية هي العلاقات الثنائية التي تجمع بين روسيا وقبرص.

## مقارنة بين البلدين
هذه مقارنة عامة ومرجعية للدولتين:
| وجه المقارنة                                              | روسيا                                   | قبرص                                                                 |
| --------------------------------------------------------- | --------------------------------------- | -------------------------------------------------------------------- |
| المساحة (كم2)                                             | 17.08 مليون                             | 9.24 ألف                                                             |
| عدد السكان (نسمة)                                         | 146.80 مليون                            | 1.14 مليون                                                           |
| الكثافة السكانية (ن./كم²)                                 | 8.59                                    | 123.38                                                               |
| العاصمة                                                   | موسكو                                   | نيقوسيا                                                              |
| اللغة الرسمية                                             | اللغة الروسية                           | اليونانية الحديثة، اللغة التركية، لغة يونانية                        |
| العملة                                                    | روبل روسي                               | يورو، جنيه قبرصي                                                     |
| الناتج المحلي الإجمالي (بليون دولار)                      | 1.58 تريليون                            | 21.65 مليار                                                          |
| الناتج المحلي الإجمالي (تعادل القوة الشرائية) بليون دولار | 3.69 تريليون                            | 26.73 مليار                                                          |
| الناتج المحلي الإجمالي الاسمي للفرد دولار أمريكي          | 9.09 ألف                                | 23.24 ألف                                                            |
| الناتج المحلي الإجمالي للفرد دولار أمريكي                 |                                         | 30.24 ألف                                                            |
| مؤشر التنمية البشرية                                      | 0.798                                   | 0.850                                                                |
| رمز المكالمات الدولي                                      | +7                                      | +357                                                                 |
| رمز الإنترنت                                              | .ru، .рф، .рус ‏، .su                    | .cy                                                                  |
| المنطقة الزمنية                                           | Magadan Time ‏، ت ع م+02:00، ت ع م+12:00 | ت ع م+02:00، ت ع م+03:00، توقيت شرق أوروبا، توقيت شرق أوروبا الصيفي ‏ |

## مدن متوأمة
في ما يلي قائمة باتفاقيات التوأمة بين مدن روسية وقبرصية:
- ترتبط نوفوسيبيرسك مع Larnaca Municipality  [لغات أخرى]‏ باتفاقية توأمة منذ 2013.[16][16]
- ترتبط غيلينجيك مع أيا نابا باتفاقية توأمة منذ 25 سبتمبر 2017.[17][17]
- ترتبط إيفانوفو مع أيا نابا باتفاقية توأمة منذ 27 سبتمبر 2014.[18][18]
- ترتبط Krasnenkaya Rechka Municipal Okrug [الإنجليزية]‏ مع Sotira, Famagusta [الإنجليزية]‏ باتفاقية توأمة.[19]
- ترتبط Southern Administrative Okrug [الإنجليزية]‏ مع باراليمني [الإنجليزية]‏ باتفاقية توأمة.[20]
- ترتبط Metallostroy [الإنجليزية]‏ مع أيا نابا باتفاقية توأمة.[21]
- ترتبط روستوف على نهر الدون مع بوليس [الإنجليزية]‏ باتفاقية توأمة منذ 1999.[22][22][22][22]
- ترتبط تاغانروغ مع Famagusta Municipality  [لغات أخرى]‏ باتفاقية توأمة منذ 2000.[23]
- ترتبط آزوف مع Aglandjia [الإنجليزية]‏ باتفاقية توأمة منذ 3 نوفمبر 1998.[24]
- ترتبط Arbat District [الإنجليزية]‏ مع إنغومي [الإنجليزية]‏ باتفاقية توأمة.[25]

## منظمات دولية مشتركة
يشترك البلدان في عضوية مجموعة من المنظمات الدولية، منها:
| علم المنظمة | اسم المنظمة                        | تاريخ انضمام روسيا | تاريخ انضمام قبرص |
| ----------- | ---------------------------------- | ------------------ | ----------------- |
|             | المنظمة الهيدروغرافية الدولية      | ?                  | ?                 |
|             | منظمة الشرطة الجنائية الدولية      | 27 سبتمبر 1990     | ?                 |
|             | الاتحاد البريدي العالمي            | ?                  | ?                 |
|             | منظمة التجارة العالمية             | 22 أغسطس 2012      | ?                 |
|             | الفريق المعني برصد الأرض           | ?                  | ?                 |
|             | مجموعة الموردين النوويين           | ?                  | ?                 |
|             | مؤسسة التنمية الدولية              | 16 يونيو 1992      | 2 مارس 1962       |
|             | منظمة الأمن والتعاون في أوروبا     | 1992               | 25 يونيو 1973     |
|             | مؤسسة التمويل الدولية              | 12 أبريل 1993      | 2 مارس 1962       |
|             | مجلس أوروبا                        | 28 فبراير 1996     | ?                 |
|             | منظمة حظر الأسلحة الكيميائية       | ?                  | ?                 |
|             | الأمم المتحدة                      | 24 أكتوبر 1945     | 20 سبتمبر 1960    |
|             | الاتحاد الدولي للاتصالات           | 1866               | 24 أبريل 1961     |
|             | البنك الدولي للإنشاء والتعمير      | 16 يونيو 1992      | 21 ديسمبر 1961    |
|             | وكالة ضمان الاستثمار متعدد الأطراف | 29 ديسمبر 1992     | 12 أبريل 1988     |
|             | يونسكو                             | 21 أبريل 1954      | 6 فبراير 1961     |

## وصلات خارجية
- موقع وزارة الخارجية الروسية
- موقع وزارة الخارجية القبرصية